# Chief constable

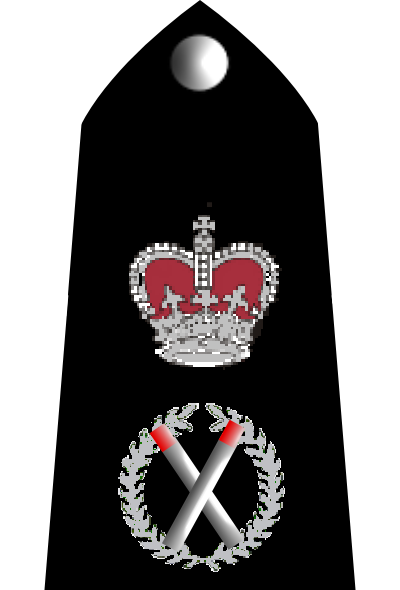
Abzeichen des Chief constable

Chief constable ist ein britischer Polizeidienstgrad, der im ganzen Königreich bis auf einige Ausnahmen verwendet wird und dort den höchsten Rang darstellt. Die Ausnahmen umfassen die City of London Police, die Metropolitan Police, die British Transport Police, die Ministry of Defence Police und die Civil Nuclear Constabulary; dort gibt es oft den Rang des Commissioners.
Der Dienstgrad Chief constable wird auch außerhalb der Insel verwendet durch die Isle of Man Constabulary, den States of Guernsey Police Service, die States of Jersey Police, den Präsidenten der Association of Chief Police Officers (gemäß Police Reform Act 2002) und bis 2004 den Vorsteher des Royal Parks Constabulary. Im Vereinigten Königreich und seinen Territorien gibt es derzeit 50 chief constables.
Anmerkung: Der hohe Rang eines chief constables ist zu unterscheiden vom einfachen constable, der weit unter einem chief inspector steht. Dazu und zur Geschichte des Begriffes / der Bezeichnung siehe bei Konstabler.
Siehe auch
- Polizei (Vereinigtes Königreich)